# Joakim Thåström
Sven Joachim "Pimme" Eriksson Thåström, född 20 mars 1957 i Vantörs församling, är en svensk sångare och låtskrivare. Han framträder numera som soloartist men var tidigare medlem i musikgrupperna Ebba Grön, Imperiet och Peace, Love and Pitbulls.
Hans karriär spänner över sex decennier och rymmer flera olika musikstilar/genrer; den nuvarande går ofta under epitetet europeisk industriblues. 1986 hade filmen Den frusna leoparden premiär där Thåström spelade huvudrollen Kiljan. Även Peter Stormare och Christian Falk hade framträdande roller i filmen.

## Biografi
Joakim Thåström växte upp på Skebokvarnsvägen 209 i Högdalen i Stockholm. Han bildade bandet Helt Sonika med Thomas Svanljung, Lars Elffors, Lennart "Elton" Hellgren, Bosse Steinholtz och Lars Bremer. Helt Sonika spelade på ungdomsgårdar, klubbar och utomhusfestivaler i Stockholmsområdet. Lennart Eriksson (eller Fjodor som han kallades) bodde i Rågsved och bildade 1977 tillsammans med Thåström och Gunnar Ljungstedt ("Gurra") bandet The Haters. The Haters bytte efter tre dagar namn till Ebba Grön, som härstammar från en poliskod med anknytning till den så kallade Operation Leo, där den tyske terroristen Norbert Kröcher planerade att kidnappa invandrarministern Anna-Greta Leijon. "Ebba röd" var polisens kod för den operation som gick ut på att gripa Kröcher. Då gripandet var fullbordat ropades "Ebba grön" ut i radion.
1979 spelade Thåström orgel i bandet Tant Strul. Thåström producerade även Pink Champagnes LP Vackra Pojke, där han också sjöng på låten "Brittiska Soldater". LP:n gavs ut 1982.
Thåström var tillsammans med Amanda Ooms i perioder mellan 1981 och 1992. Däremellan och därefter har han haft flera förhållanden, bland annat med Petra Nielsen och Regina Lund. 2010 återförenades han med Amanda Ooms. Han har två barn från tidigare förhållanden.

### Ebba Grön
Huvudartikel: Ebba Grön
Mellan 1977 och 1983 var Thåström, eller Pimme som han kallades, sångare och gitarrist i punkbandet Ebba Grön. Bandet blev ett av den svenska punkens främsta band. Låtar som "Die Mauer" och "800 grader" kom till. När 1980-talet kom och punken var på väg att försvinna bildade alla i Ebba förutom Fjodor (som satt i fängelse) ett nytt band vid sidan om. Bandet hette Rymdimperiet. När sen Ebba den 21 februari 1983 skickade det berömda avskedsbrevet till TT, bestämde de sig för att utveckla Rymdimperiet.

### Imperiet
Huvudartikel: Imperiet
Rymdimperiet bytte efter tre singlar namn till Imperiet och blev genast populära. De spelade en slags punk-/synth-hybrid. Men Imperiets tid var darrig, inte minst på grund av flera medlemsbyten under åren. År 1985 medverkade Imperiet, tillsammans med en rad andra kända artister, på den stora ANC-galan på Scandinavium i Göteborg, ett projekt som främst leddes av Mikael Wiehe, Tomas Ledin och Tommy Rander. Intäkterna från de två utsålda konserterna och ett live-inspelat dubbelalbum skänktes till ANC. Imperiet släppte även en skiva (2 augusti 1985) till förmån för ANC, vilka fick bandets del av intäkterna från denna. Den 11 september 1988 på Ritz i Stockholm gjorde Imperiet sin sista svenska spelning.

### Första solokarriären
Året efter Imperiets fall släppte Thåström sin första soloplatta, Thåström, som nådde viss framgång med låtar som Alla vill till himlen och Karenina. Därefter släppte han Xplodera mig 2000 på egen hand som var mycket råare än något han tidigare gjort. Solokarriären höll på tills 1992 då han beslöt sig för att flytta till Nederländerna och Amsterdam för att pröva något nytt och låta musiken gå i en ny riktning med ett nytt band. Det bandet skulle skilja sig både från Ebba Grön (som var ett punkband) och Imperiet (som var ett postpunkband). Detta band skulle spela elektronisk industrirock.

### Peace, Love and Pitbulls
Huvudartikel: Peace, Love and Pitbulls
Efter solokarriären åkte Thåström till Nederländerna och började sjunga på engelska. Projektet var bland annat inspirerat av det svenska death metal-bandet Entombed som hade fått sitt genombrott på Hultsfredsfestivalen 1991, där även Thåström uppträtt. Det blev tre skivor med Peace, Love and Pitbulls (PLP). I Sverige fick de aldrig något större gensvar, men blev relativt stora i övriga Europa, till exempel Frankrike.

### Andra solokarriären

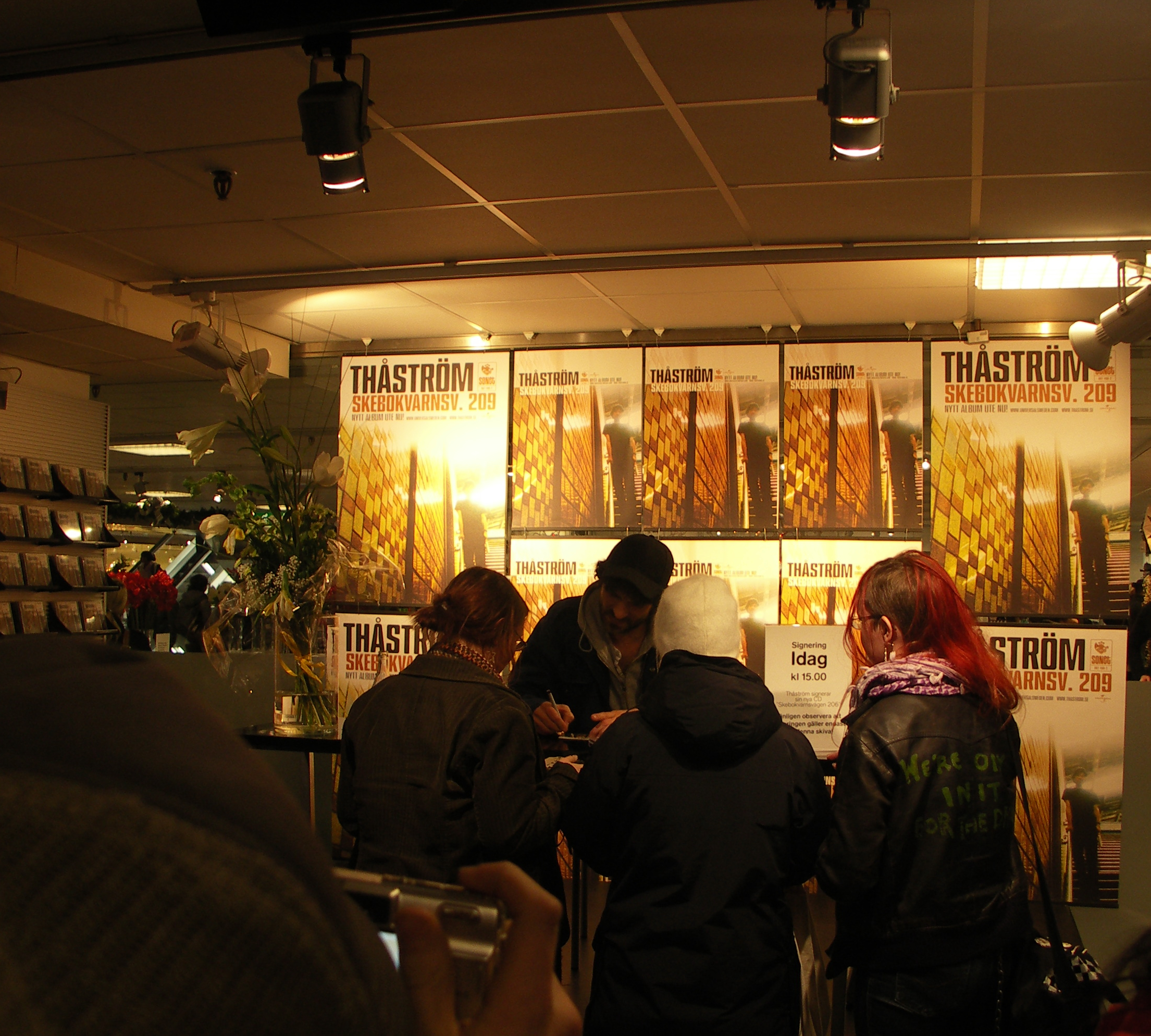
Joakim Thåström signerar skivor på Åhléns City i Stockholm

När Peace, Love and Pitbulls splittrades 1997 tog Thåström upp sin solokarriär igen. Det blev väldigt uppmärksammat i media att Thåström nu sjöng på svenska igen. Några av låtarna till det nya albumet fick publiken höra live när Thåström åkte med på Kalas-turnén 1999, med undantag för singeln Två + två som släpptes i anslutning till turnéstarten. Med på turnén var även Petter, Weeping Willows och Jakob Hellman. Albumet som sedan släpptes hette Det är ni som e dom konstiga, det är jag som e normal och med det i bagaget drog han ut på turné igen. Några år senare släppte han ett nytt album, Mannen som blev en gris. Efter att albumet blivit släppt åkte Thåström återigen ut på Kalas-turné, där också Kent, The Hellacopters, Mando Diao och Varanteatern ingick. Efter turnén släpptes också en live-EP, Thåström på röda sten.
Hösten 2005 släppte Thåström en ny skiva som visade en akustisk och mer avskalad Thåström. Skivan, Skebokvarnsvägen 209, blev snabbt en stor succé, och även förstasingeln Fanfanfan möttes av mycket god kritik. Thåström fick dessutom sin första topplacering på singellistan, något som aldrig hade skett tidigare trots alla framgångar med band som Ebba Grön och Imperiet.

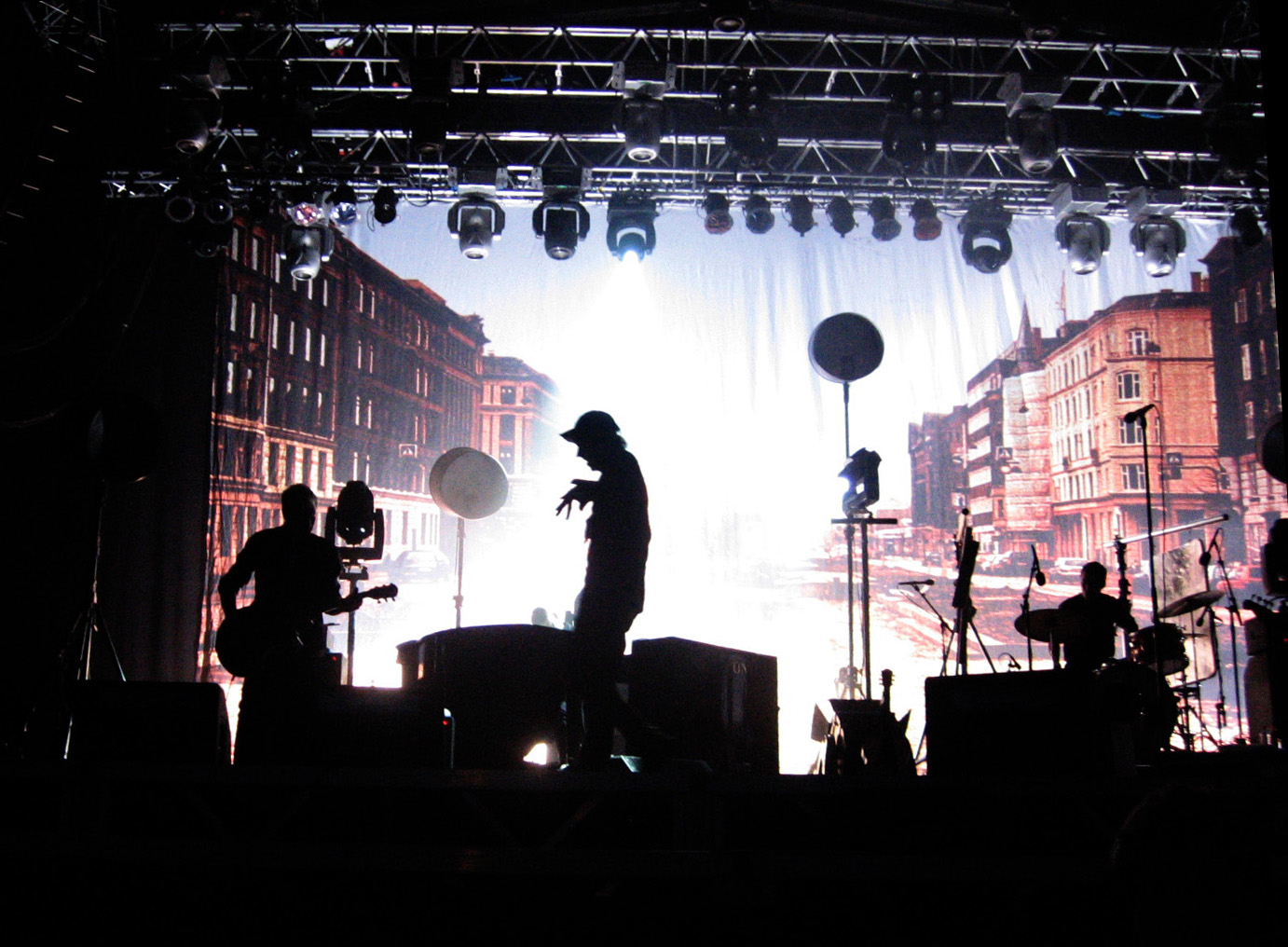
Joakim Thåström Joakim Thåström, PDOL (Piteå dansar och ler) 2006.

Under vintern, våren och sommaren 2006 gav sig Thåström ut på en turné med det nya albumet och gamla låtar (i väldigt nya versioner) på spellistan. Sommarturnén 2006 bestod av 12 spelningar, bland annat på Roskildefestivalen lördagen den 1 juli. Han spelade även på flera festivaler i Sverige denna sommar, däribland på Arvikafestivalen och på Peace & Love. Thåström spelade in en duett av och med Kajsa Grytt på hennes skiva, Brott & straff - historier från ett kvinnofängelse. Han medverkar även på Fläskkvartettens skiva Voices of Eden med sin låt T.K.K..
Under sommaren 2008 gjorde Thåström en miniturné på fyra konserter med undertiteln Nästan akustiskt. Turnén omfattade en festivalspelning på Peace & Love, två konserter med Kent i Stockholm och Göteborg och en konsert på Beatday 08 i Köpenhamn.
Thåström gjorde även en exklusiv "Unplugged"-spelning vid nyinvigningen av Boo Folkets Hus i Stockholm den 25 oktober 2008. Han spelade ett kortare set med gamla låtar.

#### Kärlek är för dom
Thåströms sjätte soloalbum Kärlek är för dom släpptes fredagen den 13 mars 2009. Det gick in på första plats på Albumlistan den 20 mars. Skivan producerades av Ulf Ivarsson och Thåström. Musiker som medverkar på plattan är bland annat Pelle Ossler, Conny Nimmersjö, Christian Gabel, Anders Hernestam och Hell. På första singeln, även den betitlad "Kärlek är för dom", medverkar Anna Ternheim som gästvokalist. Den släpptes den 13 februari digitalt och gick då in på åttonde plats på svenska singellistan, och 28 februari gick den in som nykomling på åttonde plats på Trackslistan. Den fysiska singeln släpptes 4 mars som cd och 13 mars på vinyl. Baksidan är en remix gjord av Hell, kallad "Malmö-Sthlm remix". Förstautgåvan av vinylalbumet är numrerad och begränsad till 500 exemplar. Andrautgåvan, i genomskinlig vinyl, är även den begränsad till 500 exemplar men ej numrerad.
Med start den 13 mars i Lund gjorde Thåström en kortare turné under våren 2009. 15 januari 2010 vann Kärlek är för dom kategorin "Årets album" på Grammisgalan. Thåström vann även kategorin årets textförfattare.

#### Beväpna dig med vingar
Det sjunde studioalbumet Beväpna dig med vingar släpptes 15 februari 2012. Skivan och den följande norden-turnén har hyllats unisont av såväl kritiker som fans.
I november samma år släppte Thåström sin första live-dvd: Som jordgubbarna smakade...

#### Centralmassivet
Thåströms åttonde soloalbum Centralmassivet (musikalbum) släpptes den 29 september 2017.

#### Dom som skiner
Thåströms nionde soloalbum Dom som skiner släpptes den 12 november 2021.
Somliga av oss
Thåströms tionde soloalbum Somliga av oss släpptes den 18 oktober 2024.

### Sällskapet
Huvudartikel: Sällskapet
Joakim Thåström bildade 2003 gruppen Sällskapet tillsammans med Niklas Hellberg och Pelle Ossler. Singeln Nordlicht släpptes den 28 februari 2007 och albumet Sällskapet släpptes den 28 mars samma år. Sällskapet släppte sitt andra album Nowy Port 2013, singeln, och videon, Såg dom komma släpptes strax innan plattan kom ut.
I samband med släppet av Sällskapets tredje album Disparation 2018 så annonserades dock att Thåström inte längre var permanent medlem av bandet. Sång och låtskrivande på det albumet togs istället över av Andrea Schroeder.

## Kompband
| - Joakim Thåström – sång, gitarr - Niklas Hellberg – piano, orgel, synthesizer, kör (2006–) - Christian Kjellvander – gitarr, (2024-) - Stefan Brisland-Ferner – elfiol, keyboards (2015-) - Henrik Nilsson – elbas (2021-) - Per Eklund – trummor (2021-) - Pelle Ossler – gitarr, kör (2006–) - Ulf Ivarsson – basgitarr, synthesizer, kör (2006–) - Anders Hernestam – trummor (2010–) - Mikael Nilzén – synthesizer, keyboards (2009–2013, 2017–2020) - Conny Nimmersjö – gitarr, sång (2006–2009) - Christian Gabel – trummor (2006–2009) - Heikki Kiviaho – basgitarr (1999–2002) - Chips Kiesbye – gitarr (1999–2002) - Jörgen Wall – trummor (1999–2002) - Richard Sporrong – elgitarr, sampler (1995) - Martin Thors – basgitarr (1990) - Joakim Ekström – keyboards, synthesizer, slagverk (1989–1990) - Peter Puders – gitarr (1989–1990) - Ulf "Sanken" Sandqvist – trummor (1989–1990) - Kofi Bentsi-Enchill – basgitarr (1989) - Per Hägglund – keyboards, synthesizer (1989, 2002) |

## Diskografi

### Soloalbum
- 1989 – Thåström
- 1991 – Xplodera mig 2000
- 1998 – Singoalla (musik för teaterföreställningen Singoalla, tillsammans med Niklas Hellberg)
- 1999 – Det är ni som e dom konstiga det är jag som e normal
- 2002 – Mannen som blev en gris
- 2003 – Thåström på röda sten (Live-EP)
- 2005 – Skebokvarnsv. 209
- 2009 – Kärlek är för dom
- 2012 – Beväpna dig med vingar
- 2012 – Som jordgubbarna smakade... (Livealbum samt DVD)
- 2015 – Den morronen
- 2017 – Centralmassivet
- 2020 – Klockan 2 på natten, öppet fönster... (Livealbum)
- 2021 – Dom som skiner
- 2024 - Somliga av oss

### Splitsinglar
- 2023 - ”En Valsmelodi” & ”Ågren”

(Med The Hellacopters)

### Medverkan
- 1988 - Den flygande holländaren
- 1993 - Flow
- 1999 - Maraton
- 2002 - Framåt! - För Palestinas befrielse
- 2006 - Brott & Straff - historier från ett kvinnofängelse
- 2007 - Voices of Eden
- 2007 - Poem, ballader och lite blues – Återbesöket
- 2016 - 6
- 2016 - The Hyperion Machine
- 2019 - The Dublin Session
- 2023 - Den svenska vreden

## Filmografi
- 1982 – Ebba the Movie
- 1986 – Den frusna leoparden
- 2024 – Ett hjärta är alltid rött